# Solomon Mikhoels
Solomon Mikhoels (en yiddish : שלמה מיכאָעלס Shloyme Mikhoels, en russe : Соломон Михайлович Михоэлс Solomon Mikhaïlovitch Mikhoels), né Vovsi, est un acteur juif d'Union soviétique, directeur de théâtre yiddish et président du Comité antifasciste juif (Dvinsk, 16 mars 1890 - Minsk, 12 janvier 1948).

## Biographie
Né Shloyme Vovsi à Dvinsk (maintenant Daugavpils) en Lettonie, Mikhoels fait des études de droit à Saint-Pétersbourg, mais quitte l'école en 1918 pour rejoindre l'atelier de théâtre juif d'Alexander Granovsky, qui tentait de créer un théâtre national juif en Russie, s'exprimant en yiddish. Deux ans plus tard, en 1920, l'atelier s'installe à Moscou où est établi le Théâtre juif d'État de Moscou. Ceci en conformité avec la politique de Lénine concernant les nationalités, qui les encourage à poursuivre et à développer leur propre culture sous l'égide de l'État soviétique. Mikhoels, qui révèle un talent remarquable, devient l'acteur principal de la compagnie et à partir de 1928 son directeur. Il joue de nombreux rôles mémorables comme celui de Tevie dans l'adaptation théâtrale des histoires comiques de Tevie le laitier de Cholem Aleikhem, ou dans des œuvres originales comme Bar-Kokheba, et dans de nombreuses traductions.
Son rôle peut-être le plus fameux est celui du roi Lear dans une traduction en yiddish de la pièce de William Shakespeare. Ces pièces sont ostensiblement en faveur de l'État soviétique ; cependant l'historien Jeffrey Veidlinger affirme qu'une lecture plus attentive permet de déceler des critiques voilées contre le régime de Staline et des assertions sur l'identité nationale juive. Il est maintenant établi que le directeur ukrainien Les Kourbas a contribué à la production originale du Roi Lear après avoir été évincé de son théâtre Berezil en 1934. Il semble avoir eu une influence durable sur la manière de diriger de Mikhoels.
Au cinéma, il apparait dans le film de Boris Shpis et Rokhl Milman Le Retour de Nathan Becker réalisé en 1932 d'après le scénario d'un grand poète de la langue yiddish Peretz Markish, en deux versions - en russe et en yiddish.
Dans le milieu des années 1930, la carrière de Mikhoels est menacée en raison de ses contacts avec d'autres personnes importantes de l'intelligentsia, victimes des purges de Staline. Mikhoels soutient activement Staline pendant la Seconde Guerre mondiale en se faisant élire en 1942 président du Comité antifasciste juif. En tant que tel, il voyage beaucoup autour du monde, rencontrant les communautés juives et les encourageant à soutenir l'Union soviétique dans sa guerre contre l'Allemagne nazie.
Alors que ces contacts étaient utiles à Staline pendant la guerre, celui-ci va s'opposer catégoriquement après la guerre à ce que des Juifs soviétiques rencontrent des communautés juives de pays non communistes, qu'il considère comme « bourgeoises ».
Mikhoels était certainement le personnage le plus connu de l'élite intellectuelle juive : un procès spectacle aurait pu conduire à des dénigrements de la politique de Staline. Aussi, en janvier 1948, il est assassiné à Minsk sur ordre personnel de Staline. Sa mort est déguisée en accident de voiture. Mikhoels reçoit des funérailles d'État. Selon des documents recueillis par l'historien Gennady Kostyrtchenko, les organisateurs de l'assassinat sont L.M. Tsanava et S. Ogoltsov, et les meurtriers directs sont Lebedev, Krouglov et Choubnikov.
Peu de temps après sa mort, le Théâtre juif d'État est fermé et les membres du Comité antifasciste juif sont arrêtés et tous, à l'exception de deux de ses membres, seront exécutés dans les purges survenant peu de temps avant la mort de Staline, lors de la « nuit des poètes assassinés ».
Le cousin de Mikhoels, Miron Vovsi (en), était le médecin personnel de Staline. Il est arrêté lors de l'affaire du complot des blouses blanches, mais relâché après la mort de Staline en 1953, la même année comme son gendre et aussi compositeur Mieczyslaw Weinberg,.
Arkadi Vaïner et Gueorgui Vaïner ont évoqué, sur le mode romanesque, l'assassinat de Mikhoels dans La Corde et la Pierre.
En 2015, la romancière russe Ludmila Oulitskaïa met en scène dans son roman Lestnitza Jakowa (Лестница Якова) le personnage, l'action et la mort de Solomon Mickhoels.

## Œuvres
- Le Livre noir, participation avec 39 autres écrivains à ce recueil de textes et de témoignages réunis par Ilya Ehrenbourg et Vassili Grossman[10]

## Filmographie
- 1925 : Le Bonheur juif (Еврейское счастье) d'Alexis Granowsky : Menahem Mendel
- 1932 : Le Retour de Nathan Becker (ru) (Возвращение Нейтана Беккера) de Rokhl Milman : Tsele Becker
- 1936 : Le Cirque (Цирк) de Grigori Aleksandrov : spectateur au cirque
- 1939 : La Famille Oppenheim (en) (Семья Оппенгейм) de Grigori Rochal : médecin